# Jim Craig (football)
Pour les articles homonymes, voir Craig.
Jim Craig, né le 7 mai 1943 à Glasgow, est un footballeur écossais des années 1960-1970.

## Biographie
Au poste de latéral droit, il fait partie de la célèbre équipe des « Lisbon Lions », qui remporte la Coupe des clubs champions européens en 1967 avec le Celtic FC. Il est sélectionné une fois en équipe nationale en 1967.
Arrivé au Celtic en janvier 1965, il quitte le club en 1972 après 231 matchs officiel (dont 147 matchs de championnat) et six buts. Il part alors en Afrique du Sud, au Hellenic Football Club, puis revient après six mois terminer sa carrière à Sheffield Wednesday. 
En 1974, il entame une très brève carrière d'entraîneur à Waterford United et se reconvertit ensuite comme consultant et présentateur télé (notamment à Sportscene)